# Francis Meli
Francis Meli (ur. 21 lipca 1962 w Poi Island) – papuański duchowny katolicki, biskup Vanimo od 2018.

## Życiorys

### Prezbiterat
Święcenia kapłańskie otrzymał w dniu 24 listopada 1991 i został inkardynowany do archidiecezji Rabaul. Przez kilka lat pracował duszpastersko, a w latach 1996–1998 studiował prawo kanoniczne w Ottawie. Po powrocie do kraju został wikariuszem sądowym, jednocześnie pełniąc funkcje m.in. wykładowcy seminarium, kapelana szkoły w Kabaleo oraz duszpasterza kilku parafii.

### Episkopat
5 lutego 2018 papież Franciszek mianował go biskupem diecezji Vanimo. Sakry udzielił mu 25 kwietnia 2018 nuncjusz apostolski w Papui-Nowej Gwinei - arcybiskup Kurian Vayalunkal.
Autorem herbu biskupiego jest słowacki heraldyk Marek Sobola. Jako dewizę biskupiej posługi przyjął słowa „Sprawiedliwość i prawda”.